# Interkontinentalni kup u hokeju na travi 1985.
Interkontinentalni kup u hokeju na travi 1985. je bio treći Interkontinentalni kup u športu hokeju na travi.
Bio je izlučnim turnirom za iduće svjetsko prvenstvo 1986.
Održao se od 10. do 20. listopada 1985. u katalonskom gradu Barceloni, Španjolska.
Krovna organizacija za ovo natjecanje je bila Međunarodna federacija za hokej na travi.

## Sudionici
- skupina "A": Argentina, Irska, Južna Koreja, Novi Zeland, Poljska, Zimbabve

- skupina "B": Belgija, Japan, Kanada, Kenija, Malezija, Španjolska

## Konačni poredak
| Mj. | Država       |
| --- | ------------ |
| 1.  | Španjolska   |
| 2.  | Novi Zeland  |
| 3.  | Poljska      |
| 4.  | Kanada       |
| 5.  | Argentina    |
| 6.  | Irska        |
| 7.  | Kenija       |
| 8.  | Malezija     |
| 9.  | Belgija      |
| 10. | Japan        |
| 11. | Južna Koreja |
| 12. | Zimbabve     |

Pravo sudjelovati na Svjetskom kupu 1986. su izborile Španjolska, Novi Zeland, Poljska, Kanada i Argentina.
| Interkontinentalni prvaci 1985. |
| ------------------------------- |
| Španjolska Prvi naslov          |

## Vanjske poveznice
- International Hockey Federation